# IC 349
IC 349 (również Mgławica Merope Barnarda) – mała mgławica refleksyjna znajdująca się w konstelacji Byka w odległości około 440 lat świetlnych od Ziemi. Została odkryta 14 listopada 1890 roku przez Edwarda Barnarda.
IC 349 jest przedłużeniem mgławicy NGC 1435 nazywanej Mgławicą Merope Tempela w gromadzie Plejad. Znajduje się w odległości 0,06 roku świetlnego od gwiazdy Merope. Mgławica ta zawiera niezwykłe kosmyki biegnące od IC 349 w stronę gwiazdy.